# Svagdricka

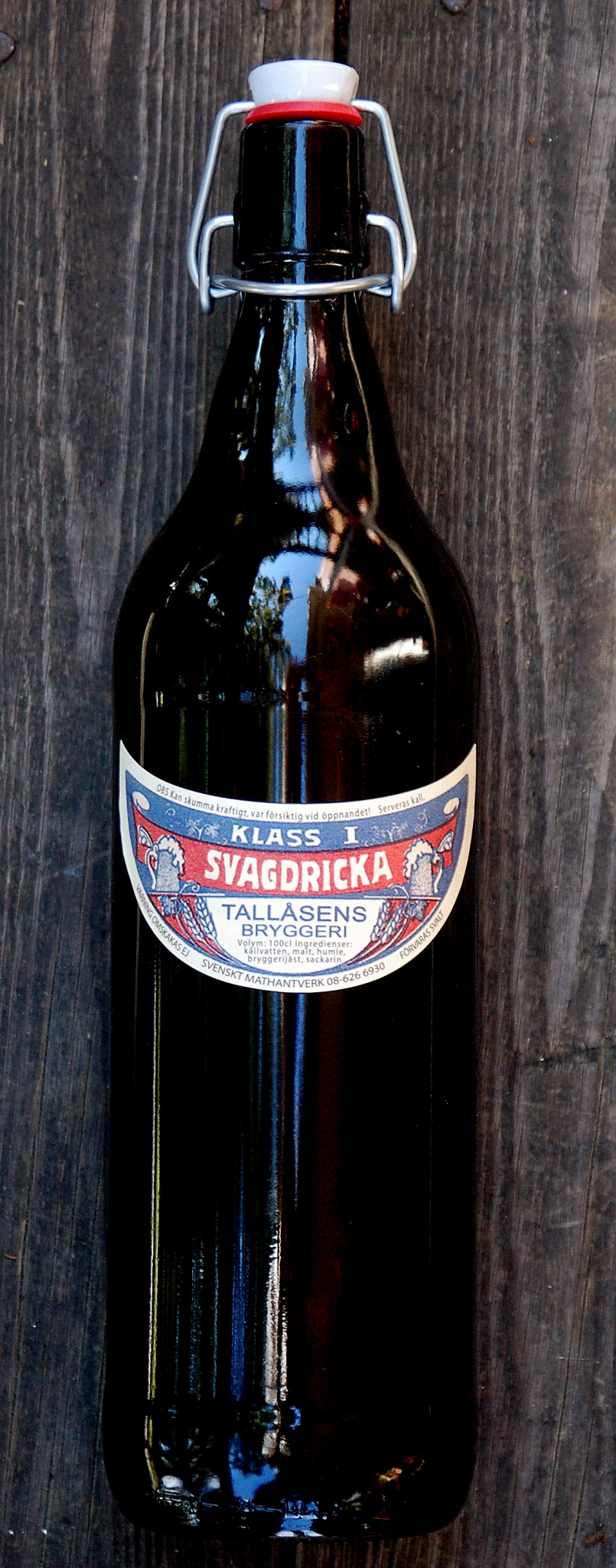
Una botella de Svagdricka

Svagdricka (tdl. ‘bebida débil’ en sueco) es una forma de bebida de malta o cerveza pequeña dulce, oscura y baja en alcohol (menos de alc. 2.25% vol.). A principios del siglo XX, había productores locales de svagdricka en todo Suecia, pero en las últimas décadas su popularidad ha disminuido. Es de alta fermentación, sin pasteurizar y se parece al ruso kvass. Es una de las dos antiguas cervezas suecas que ha sobrevivido hasta los tiempos modernos, siendo la otra gotlandsdricka. Solo quedan unos pocos fabricantes y sus volúmenes de producción muestran una gran fluctuación estacional con picos alrededor de Navidad y Pascua cuando se consume con comida tradicional sueca.